# Rio São Jorge
O rio São Jorge é um curso de água do estado do Paraná. Nasce a leste da cidade de Ponta Grossa e tem sua foz no rio Pitangui, logo abaixo da Represa dos Alagados.
Típico rio de planalto, o rio São Jorge corre sobre as lages areníticas da região dos Campos Gerais e possui grande número de pequenas cascatas e corredeiras, tantas que, desde sua nascente à foz, são raros os trechos de mais de 100 metros de águas calmas. 
Ordinariamente o rio corta os campos limpos da região dos Campos Gerais, com pouca vegetação rasteira às suas margens, salvo quando passa pelos capões, formações florestais típicas da Floresta ombrófila da região.   